# Єнсеханов Айбек Аманбекович
Айбек Єнсеханов (нар. 23 березня 1988, Семипалатинськ, Казахська РСР, СРСР) — казахський борець греко-римського стилю, срібний та бронзовий призер чемпіонатів Азії.

## Життєпис
Боротьбою почав займатися з 1997 року. У 2004 році став чемпіоном Азії серед кадетів. 2006 завоював срібну нагороду на чемпіонаті Азії серед юніорів, а наступного року став чемпіоном цих змагань. Того ж, 2007 року став срібним призером чемпіонату світу серед юніорів.
Виступає за борцівський клуб міста Семея. Тренер — Марат Малтекбаєв.
Прослухав курс лекцій Казахського фінансово-економічного інституту.

## Спортивні результати на міжнародних змаганнях

### Виступи на Чемпіонатах світу
| Змагання                        | Збірна    | Вагова категорія                 | Місце |
| ------------------------------- | --------- | -------------------------------- | ----- |
| Чемпіонат світу з боротьби 2014 | Казахстан | греко-римська боротьба, до 66 кг | 24    |

### Виступи на Чемпіонатах Азії
| Змагання                       | Збірна    | Вагова категорія                 | Місце  |
| ------------------------------ | --------- | -------------------------------- | ------ |
| Чемпіонат Азії з боротьби 2010 | Казахстан | греко-римська боротьба, до 66 кг | Срібло |
| Чемпіонат Азії з боротьби 2014 | Казахстан | греко-римська боротьба, до 66 кг | Бронза |

### Виступи на Азійських іграх
| Змагання           | Збірна    | Вагова категорія                 | Місце |
| ------------------ | --------- | -------------------------------- | ----- |
| Азійські ігри 2006 | Казахстан | греко-римська боротьба, до 66 кг | 5     |

### Виступи на Кубках світу
| Змагання                    | Збірна    | Вагова категорія                 | Місце |
| --------------------------- | --------- | -------------------------------- | ----- |
| Кубок світу з боротьби 2011 | Казахстан | греко-римська боротьба, до 66 кг | 11    |
| Кубок світу з боротьби 2016 | Казахстан | греко-римська боротьба, до 71 кг | 4     |

### Виступи на інших змаганнях
| Змагання                                    | Збірна    | Вагова категорія                 | Місце  |
| ------------------------------------------- | --------- | -------------------------------- | ------ |
| Гран-прі Німеччини з боротьби 2009          | Казахстан | греко-римська боротьба, до 66 кг | 13     |
| Золотий Гран-прі з боротьби 2010 (Тбілісі)  | Казахстан | греко-римська боротьба, до 66 кг | Золото |
| Золотий Гран-прі з боротьби 2010 (Баку)     | Казахстан | греко-римська боротьба, до 66 кг | 12     |
| Кубок Президента Казахстану з боротьби 2011 | Казахстан | греко-римська боротьба, до 66 кг | Бронза |
| Золотий Гран-прі з боротьби 2012 (Стамбул)  | Казахстан | греко-римська боротьба, до 66 кг | 12     |
| Міжнародний меморіал Дейва Шульца 2014      | Казахстан | греко-римська боротьба, до 66 кг | 5      |
| Гран-прі FILA 2015                          | Казахстан | греко-римська боротьба, до 66 кг | 8      |
| Турнір Вехбі Емре і Гаміта Каплана 2015     | Казахстан | греко-римська боротьба, до 66 кг | Срібло |
| Кубок Президента Казахстану з боротьби 2015 | Казахстан | греко-римська боротьба, до 66 кг | Срібло |
| Меморіал Болата Турлиханова 2017            | Казахстан | греко-римська боротьба, до 75 кг | 200    |

### Виступи на змаганнях молодших вікових груп
| Змагання                                      | Збірна    | Вагова категорія                 | Місце  |
| --------------------------------------------- | --------- | -------------------------------- | ------ |
| Чемпіонат Азії з боротьби серед кадетів 2004  | Казахстан | греко-римська боротьба, до 63 кг | Золото |
| Чемпіонат Азії з боротьби серед юніорів 2006  | Казахстан | греко-римська боротьба, до 66 кг | Срібло |
| Чемпіонат Азії з боротьби серед юніорів 2007  | Казахстан | греко-римська боротьба, до 66 кг | Золото |
| Чемпіонат світу з боротьби серед юніорів 2007 | Казахстан | греко-римська боротьба, до 66 кг | Срібло |
| Чемпіонат світу з боротьби серед юніорів 2008 | Казахстан | греко-римська боротьба, до 66 кг | 13     |